# پایگاه نیروی هوایی لانگبانوگ
پایگاه نیروی هوایی لانگبانوگ (به انگلیسی: AFB Langebaanweg) (به زبان بومی: Air Force Base Langebaanweg) یک فرودگاه نظامی است که یک باند فرود آسفالت دارد و طول باند آن ۲۳۴۴ متر است. این فرودگاه در کشور آفریقای جنوبی قرار دارد و در ارتفاع ۳۳ متری از سطح دریا واقع شده‌است.